# Cláudio Ramos
Cláudio Pires Morais Ramos, meglio noto come Cláudio Ramos (Viseu, 16 novembre 1991), è un calciatore portoghese, portiere del Porto e della nazionale portoghese.

## Carriera

### Club
Ha debuttato tra i professionisti nel 2010-2011 con l'Amarante.
A fine anno si trasferisce al Tondela, club in cui diventa titolare a partire dal secondo anno.
Milita nel Tondela fino al 2020, anno in cui si trasferisce al Porto, con cui sigla un contratto quadriennale.

### Nazionale
Ha esordito con la nazionale portoghese il 14 ottobre 2018, nell'amichevole vinta per 1-3 contro la Scozia, sostituendo all'86º minuto Beto e subendo la rete segnata da Steven Naismith.

## Statistiche

### Cronologia presenze e reti in nazionale
| Cronologia completa delle presenze e delle reti in nazionale ― Portogallo | Cronologia completa delle presenze e delle reti in nazionale ― Portogallo | Cronologia completa delle presenze e delle reti in nazionale ― Portogallo | Cronologia completa delle presenze e delle reti in nazionale ― Portogallo | Cronologia completa delle presenze e delle reti in nazionale ― Portogallo | Cronologia completa delle presenze e delle reti in nazionale ― Portogallo | Cronologia completa delle presenze e delle reti in nazionale ― Portogallo | Cronologia completa delle presenze e delle reti in nazionale ― Portogallo |
| Data                                                                      | Città                                                                     | In casa                                                                   | Risultato                                                                 | Ospiti                                                                    | Competizione                                                              | Reti                                                                      | Note                                                                      |
| ------------------------------------------------------------------------- | ------------------------------------------------------------------------- | ------------------------------------------------------------------------- | ------------------------------------------------------------------------- | ------------------------------------------------------------------------- | ------------------------------------------------------------------------- | ------------------------------------------------------------------------- | ------------------------------------------------------------------------- |
| 14-10-2018                                                                | Glasgow                                                                   | Scozia                                                                    | 1 – 3                                                                     | Portogallo                                                                | Amichevole                                                                | -1                                                                        | 86’                                                                       |
| Totale                                                                    |                                                                           | Presenze                                                                  | 1                                                                         |                                                                           | Reti                                                                      | -1                                                                        |                                                                           |

## Palmarès

### Club

#### Competizioni nazionali
- Segunda Liga: 1

Tondela: 2014-2015
- Supercoppa di Portogallo: 2

Porto: 2020, 2024
- Campionato portoghese: 1

Porto: 2021-2022
- Coppa del Portogallo: 3

Porto: 2021-2022, 2022-2023, 2023-2024
- Coppa di Lega portoghese: 1

Porto: 2022-2023